# Шолданешты
Шолдане́шты (также Шолдэнешть; рум. Şoldăneşti) — город в Молдавии, центр Шолданештского района.

## Географическое расположение
Город Шолданешты находится в северном плато Молдавии и расположен в долине реки Чорна, которая течёт параллельно транзитной дороге Сороки — Резина. Город расположен в северо-восточной части страны в 81 км от Кишинева на обоих берегах реки Чорна на расстоянии 4,5 км вдоль её берегов. Площадь застроенной части города — 3,77 км², периметр — 11,14 км. В 1985—1988 годах назывался Черненко. Город с 1994 года.

## История
Название города происходит от имени молодого боярина — Шолдан. Из документа, датированного 22 сентября 1411 года, Александру Войевод дарит Петру Шолдан.

## Палеогенетика
У представителя трипольской культуры I7920 из Cunicea-Prişanscaia Gora (3350—3099 calBCE, Шолданешты, Section 4, Layer 3, Burial 4 Молдавия) Y-хромосомную гаплогруппу I2a-M223>CTS10057>L701>Y5606>L699>S12195 и митохондриальную гаплогруппу K1b2.